# Otoba gordoniifolia
Otoba gordoniifolia là một loài thực vật có hoa trong họ Myristicaceae. Loài này được (A. DC.) A.H. Gentry mô tả khoa học đầu tiên năm 1979.